# Scrim
Scrim (zapis stylizowany: $crim), a właściwie Scott Anthony Arceneaux Jr. (ur. 11 kwietnia 1989 w Marrero) – amerykański raper, autor tekstów, producent muzyczny, jeden z założycieli wydawnictwa płytowego G*59 Records, a także członek grupy muzycznej $uicideboy$.

## Życie prywatne
Scott Anthony Arceneaux Jr. urodził się 11 kwietnia 1989 r. w Marrero w Luizjanie. Arceneaux pierwotnie zajmował się produkcją muzyki, inspiracji zaczerpnął od takich gwiazd jak T-Pain czy Kanye West, kupił w tym celu swój pierwszy laptop, którego używał do rozpoczęcia kariery jako DJ za pieniądze uzyskane ze sprzedaży narkotyków. Zamiłowanie Arceneaux do DJ’ingu rozszerzyło się, gdy zaczął uczęszczać do Delgado Community College, był tam zatrudniany na imprezy DJ’skie. Pracował także przy sprzedaży używanych mebli, a po trzech latach został zwolniony za nowe tatuaże na rękach.

## Kariera
Scrim jest kuzynem innego obecnie znanego rapera, Ruby’iego da Cherry, dorastali jako jedne z nielicznych białych dzieci w dzielnicach zamieszkiwanych głównie przez Afroamerykanów Crescent City. Często wpadali razem w kłopoty, więc ich matki rozdzielały ich przez większość nastoletnich lat.
Scott zaczynał jako DJ i prowadził mixtape’y, zanim jeszcze zaczął rapować. Po ukończeniu szkoły średniej połączyli się ponownie w 2013 r., tworząc G*59 Records i $uicideboy$, zawarli wtedy pakt, że jeśli ich kariera muzyczna się nie powiedzie, oboje popełnią samobójstwo. Rozwijając to w wywiadzie dla Mass Appeal, Arceneaux stwierdza, że: „to było prawie jak skaleczenie ręki, wykrwawianie i zawarcie paktu, że nie ma planu B, jeśli to się nie uda do 30 roku życia, odstrzelam sobie głowę”.
W 2014 r. wydali swój pierwszy mixtape, „Kill Your$elf Part I: The $uicide $aga”, od tamtego czasu wydali jeszcze innych 19 mixtape’ów z serii „Kill Yourself”. Zadebiutowali na listach przebojów albumów Billboard Top R&B / Hip-hop w swoim mixtape’ie „Radical $uicide”. Album zajął 17 miejsce na liście przebojów i był jednym z ich najbardziej udanych do tej pory dzieł. Niektóre z najbardziej popularnych utworów to „Paris”, „Dead Batteries”, „Magazine”, „2nd Hand” i „O Pana!”. Pod koniec 2017 roku mieli wydać swój debiutancki album „I Do not Wanna Die in New Orleans”, ale od tego czasu został przełożony.
Ich muzyka została zakwalifikowana jako Dark trap, najczęstsza tematyka to depresja, samobójstwa i śmierć. Pod koniec 2015 r. $uicideboy$ dołączyli do Greyscale Tour wraz z artystami: Ramirez, Black Smurf i Jgrxxn. Na początku 2016 r. uczestniczyli w trasie koncertowej $outh $ide $uicide Tour wraz z Pouya, Fat Nick, Germ i innymi artystami. $uicideboy$ są niezwykle popularni w Europie, wystąpili chociażby w Splash! (festiwal w Niemczech), Woo Hah! (festiwal w Holandii) oraz Blockfest (festiwal w Finlandii).

## Alter ego[6]
Alter ego rapera może mieć różne przepływy, style rapowania i/lub liryczne znaczenie.
| $crim                                                 |
| Budd Dwyer* (Używane jedynie jako producent muzyczny) |
| $lick $loth                                           |
| Yung $carecrow                                        |
| Lil Cut Throat                                        |
| Lil Remains                                           |
| Anthony Mars                                          |
| Yung Heath Ledger                                     |
| $uicide Christ                                        |
| Pontius Pilate                                        |
| Lil Half Cut                                          |
| Yung Christ                                           |
| $witchblade $crim                                     |
| Tony With The Tommy                                   |
| Tony wit Da Tommy                                     |
| Trap House $crim                                      |
| OG Giraffe Neck                                       |
| Lil Murder                                            |
| Yung Death                                            |
| Lil Life                                              |
| Yung Hank Moody                                       |
| Hearse Boy                                            |
| Lil Choppa                                            |
| Lil Famine                                            |
| Northside Shawty                                      |
| Big Grieve                                            |
| Yung Lowdown                                          |
| Lil 2/3rds                                            |
| Who Boy Boy                                           |
| Soulja Rag Murder                                     |
| Lil Cig                                               |
| Yung October                                          |
| Banny da Pint Drinker                                 |
| El Wetto                                              |
| Black Window                                          |
| OG Corpse                                             |
| Yung Mane                                             |
| Lil’ Dark                                             |